# Mars 1799
Cette page présente les faits marquants du mois de mars 1799.

## Événements
- États-Unis : le gouverneur de Pennsylvanie exige que la milice de John Fries soit arrêtée.

- 1er mars, États-Unis : le Fédéraliste James Ross est élu Président pro tempore du Sénat des États-Unis.

- 3 au 7 mars : Siège de Jaffa.

- 12 mars : le Directoire déclare la guerre aux Habsbourg pour avoir autorisé le passage de troupes russes sur leur territoire[1]. Les armées du Danube (Jourdan), de Suisse (Masséna), d'Italie (Schérer, puis Moreau) doivent converger vers Vienne. Elles se heurtent aux Autrichiens en Bavière et en Italie, aux Russes en Italie[2].

- 20 et 21 mars : bataille d'Ostrach.

- 20 mars au 21 mai : siège de Saint-Jean-d'Acre.

- 25 mars : vaincue à la bataille de Stockach, l'armée du Danube bat en retraite vers le Rhin[2].

- 29 mars, États-Unis : l'État de New York passe une loi visée à supprimer graduellement l'esclavage dans l'État.

## Naissances
- 12 mars : Mary Howitt (morte en 1888), poétesse anglaise.
- 19 mars : William Rutter Dawes (mort en 1868), astronome britannique.
- 22 mars : Friedrich Wilhelm Argelander (mort en 1875), astronome prussien.